# 松田いずみ
松田 いずみ（まつだ いずみ、1976年12月1日 - ）は、日本の元女優・モデル・レースクイーン。本名および旧芸名、松田 泉子（まつだ いずみこ）。
京都府出身。アンドスタイルに所属していた。

## 来歴・人物
'96ニューカレドニアイメージガールコンテスト出場を機に、モデル、レースクイーンとして雑誌やバラエティ番組で活躍。
1998年『ウルトラマンガイア』において、XIGファイター搭乗員で「チーム・クロウ」に所属する三島樹莉役で女優として初の準レギュラー出演を果たす。演じた役柄について、自分と似た部分もあるので演じやすかったという。男っぽい口調のセリフに最初は戸惑ったが次第に慣れたとのこと。また、印象に残る監督に村石宏實を挙げている。
趣味は、パソコン、ボディボード。

## 出演

### テレビドラマ
- 金曜エンタテイメント / スチュワーデス刑事2（1998年、CX）
- ウルトラマンガイア（1998年 - 1999年、MBS） - 三島樹莉

### バラエティ番組
- なまなまレースクイーン（1997年 - 1998年）
- すっぴんDNA（1997年 - 1998年）

### オリジナルビデオ
- サーキットのアイドル '97カルソニックレディ（1997年）
- レースクイーン図鑑'97Webバイブル6（1997年）
- ウルトラマンガイアSPECIAL（1999年） - チームクロウ・三島樹莉隊員 役

### CM
- 自治省
- 東洋水産「麺づくり」

### その他
- ニューカレドニア（1996年） - イメージガール
- カルソニック・レーシングチーム（1997年） - レースクイーン